# A Modern Free-Lance
A Modern Free-Lance è un cortometraggio muto del 1914 diretto da Tom Ricketts. Di genere drammatico, aveva come interpreti Edward Coxen, Winifred Greenwood, George Field, Josephine Ditt (quest'ultima moglie del regista).

## Trama
Randall vuole scrivere una commedia, ma, per poterlo fare, trascura il suo lavoro di reporter, finendo per farsi licenziare. La fidanzata Necia lo lascia, preferendogli Desmond, il suo rivale. Quando la commedia è finita, Randall riesce a presentare il suo lavoro a un impresario teatrale che accetta di leggerlo. Nel frattempo, però, Randall ha finito tutti i suoi soldi e patisce la fame, soccorso solo da Mary, la cameriera di un piccolo locale dove lui si recava abitualmente a mangiare. L'uomo finisce in ospedale dove resta per alcune settimane, ignorando che il suo lavoro è stato accettato e che sta per essere messo in scena. Lo scoprirà solo quando verrà dimesso: lo spettacolo ha un grande successo, tanto che perfino Necia si ripresenta dall'ex fidanzato. Che, però, ormai ha capito di amare la piccola Mary.

## Produzione
Il film fu prodotto dall'American Film Manufacturing Company come Flying A.

## Distribuzione
Distribuito negli Stati Uniti dalla Mutual, il film - un cortometraggio in due bobine - uscì nelle sale cinematografiche il 16 marzo 1914.